# Coq
Pour les articles homonymes, voir Coq (homonymie) et Cocorico.
Pour les articles ayant des titres homophones, voir Cock, Coque et Coke.
Taxons concernés
Dans l'ordre galliformes :
- Voir texteSous-pages sur le coq domestique
- Coq domestique
- Articles sur les différentes races
- Coq (symbole)modifier

Le coq est le représentant mâle adulte de plusieurs espèces d'oiseaux, presque exclusivement de galliformes, en particulier le coq domestique, issu du coq bankiva. Sa femelle est la poule. Certaines espèces portent ce qualificatif dans leur nom vernaculaire comme le Coq de bruyère, Coq de Java, Coq de Lafayette, Coq de Sonnerat. Le Coq-de-roche péruvien est le nom donné à un passereau sud-américain. Chez ces espèces, le dimorphisme sexuel est assez marqué.
Le coq domestique (ainsi que le paon) ont été introduits en Europe par l'Asie Mineure autour des VIIe – VIe siècles av. J.-C. Le premier devient un animal domestique commun et élevé pour la consommation par les humains à partir du Ve siècle av. J.-C.
L'onomatopée cocorico, imitant le cri du coq domestique, serait à l'origine de son nom.

## Exemples de mâles
- Coq domestique
- Coq faisan, plusieurs espèces
- Coq de bruyère, ou grand Tétras

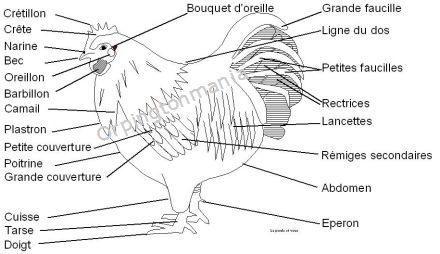
anatomie; coq; nomenclature du coq; physiologie du coq; noms des parties du coq; tableau coq

- Petit coq de bruyère ou tétras lyre
- Coq de perdrix
- Coq de roche[1]
- Coq d'Inde : synonyme vieilli pour dindon[1]

## Chant et transcriptions

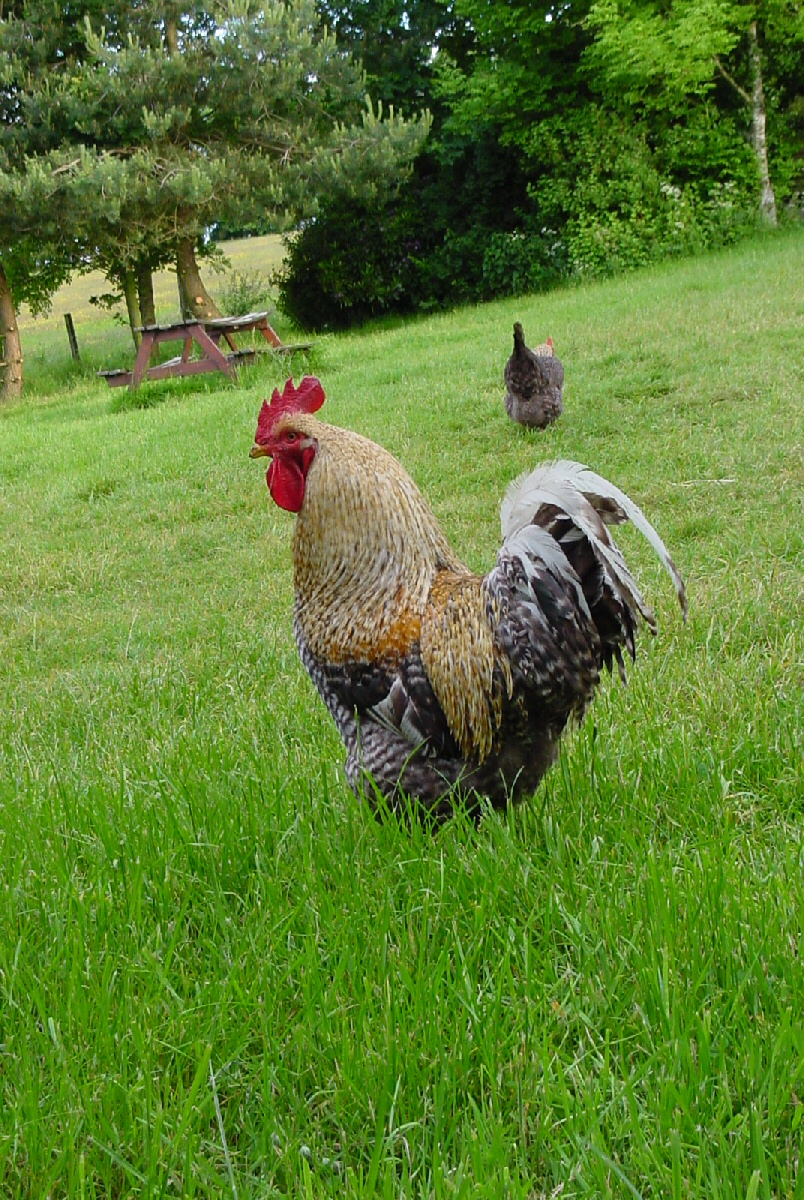
Spécimen de coq allemand

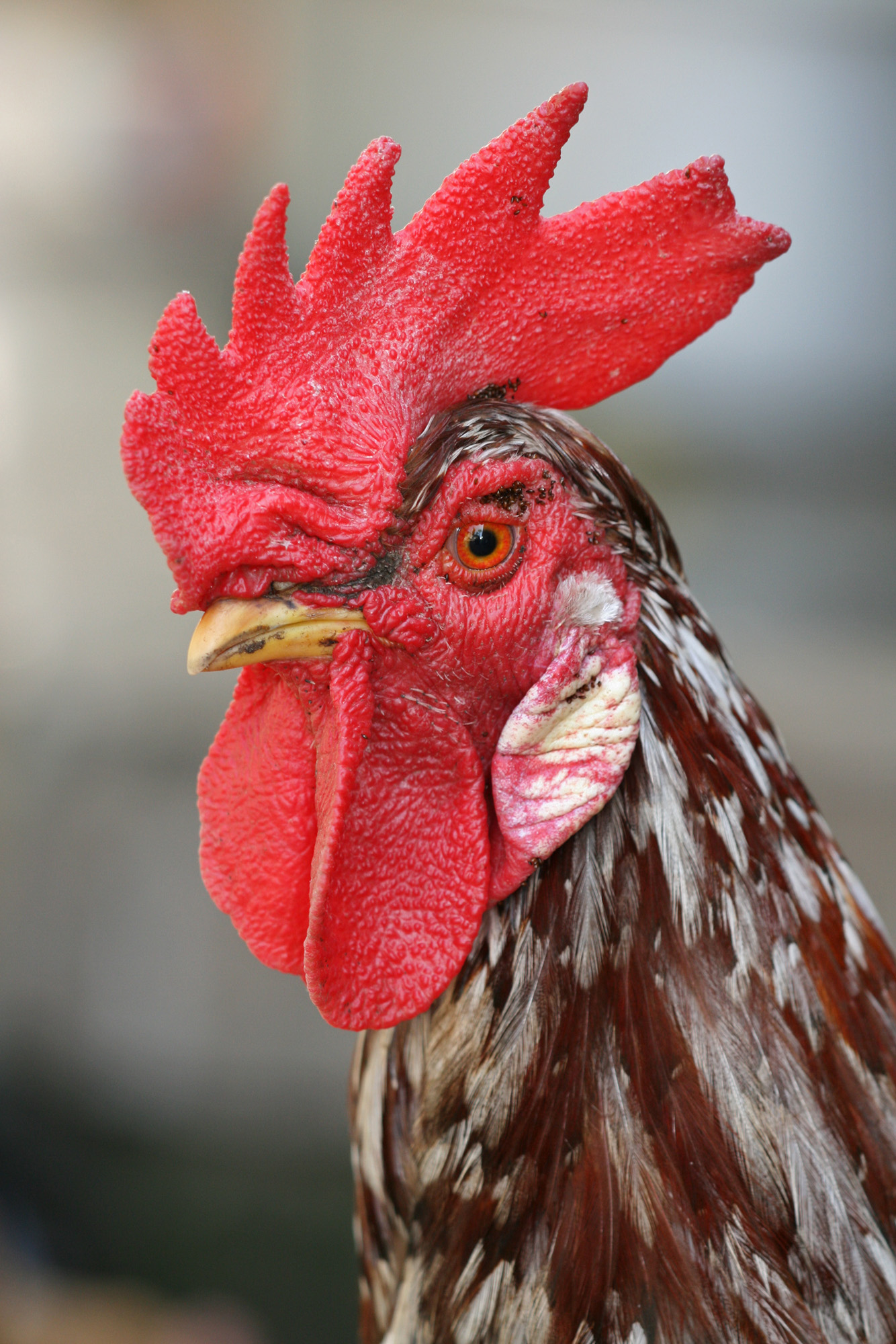
Portrait de coq

La poule caquette, le poussin pépie, le coq chante. Selon les langues et les pays, la transcription phonétique de son chant prend des formes très différentes. Le chant du coq est inné, il n'est pas appris.
- En français, le chant du coq est traduit par l'onomatopée cocorico.
- Kikeriki en allemand.
- Cock-a-doodle-do en anglais[2].
- Kokokog et Kekele en breton.
- 唂唂唂 en cantonais.
- 咕咕咕 en chinois standard.
- Quiquiriquí en espagnol.
- kukuruku en basque.
- Kokeriko en espéranto.
- Koukourikou en grec.
- Kukuruyuk en indonésien.
- Mac na hóighe slán en irlandais.
- Chicchirichi en italien.
- Kokekoko en japonais.
- Kokodiako en kikongo
- Kukeleku en néerlandais[3]
- Cocorococo en portugais, et cocoricó au Brésil.
- Cucuriguuu en roumain.
- Koukarekou en russe.
- Kuckeliku en suédois.
- Ky-ky-ri-ký en tchèque.
- Ake-e-ake-ake en thaï.
- Ò-ó-o-o en vietnamien.
- Kokioo en coréen
- koukouyoukou en créole haïtien.
- Kokouukuuu en Arabe marocain
- Gaggalagaggalagó en islandais
- Ü-ürrü-Ü en turc

« Cocorico » est utilisé par certains Français pour manifester leur chauvinisme, probablement parce que ce cri est interprété comme une manifestation d'orgueil de la part du coq, mais surtout parce que le coq gaulois est devenu un emblème du pays.
Avant l'invention de l'horloge mécanique et de la montre, le cri du coq a longtemps servi pour donner l'heure (heure solaire), dans toute l'Eurasie et parfois de manière quasi-légale. Ainsi l'une des lois sultaniennes de l'empire ottoman (le kânûn) édictée par Mehmed II (le conquérant de Constantinople), décrétait qu'à propos des moulins dont les roues tournent dans ses états : « Les meuniers seront surveillés. Il est interdit d’élever des poules dans un moulin afin que la farine et le blé des particuliers ne subissent de dommages. On gardera tout au plus un coq pour connaître l’heure. » 
Le coq, comme les passereaux, produit un premier pic sonore à l'aube et un dernier au crépuscule avec un petit creux en cours de journée, mais il chante (à un niveau sonore de 50 à 60 dB) toute la journée. On remarque plus son chant à l'aube car il émerge alors du « bruit de fond » présent dans la journée.

## Dans la culture

### Symbole identitaire
- Le coq gaulois est un symbole national de la France.
- Le coq hardi est le symbole du Mouvement wallon, de la Communauté française de Belgique et de la Région wallonne.
- Le coq de Barcelos est un symbole national du Portugal.
- Le club de football anglais Tottenham Hotspur a le coq pour emblème.
- "Le coq" est le surnom du cycliste français Bryan Coquard.

## Images

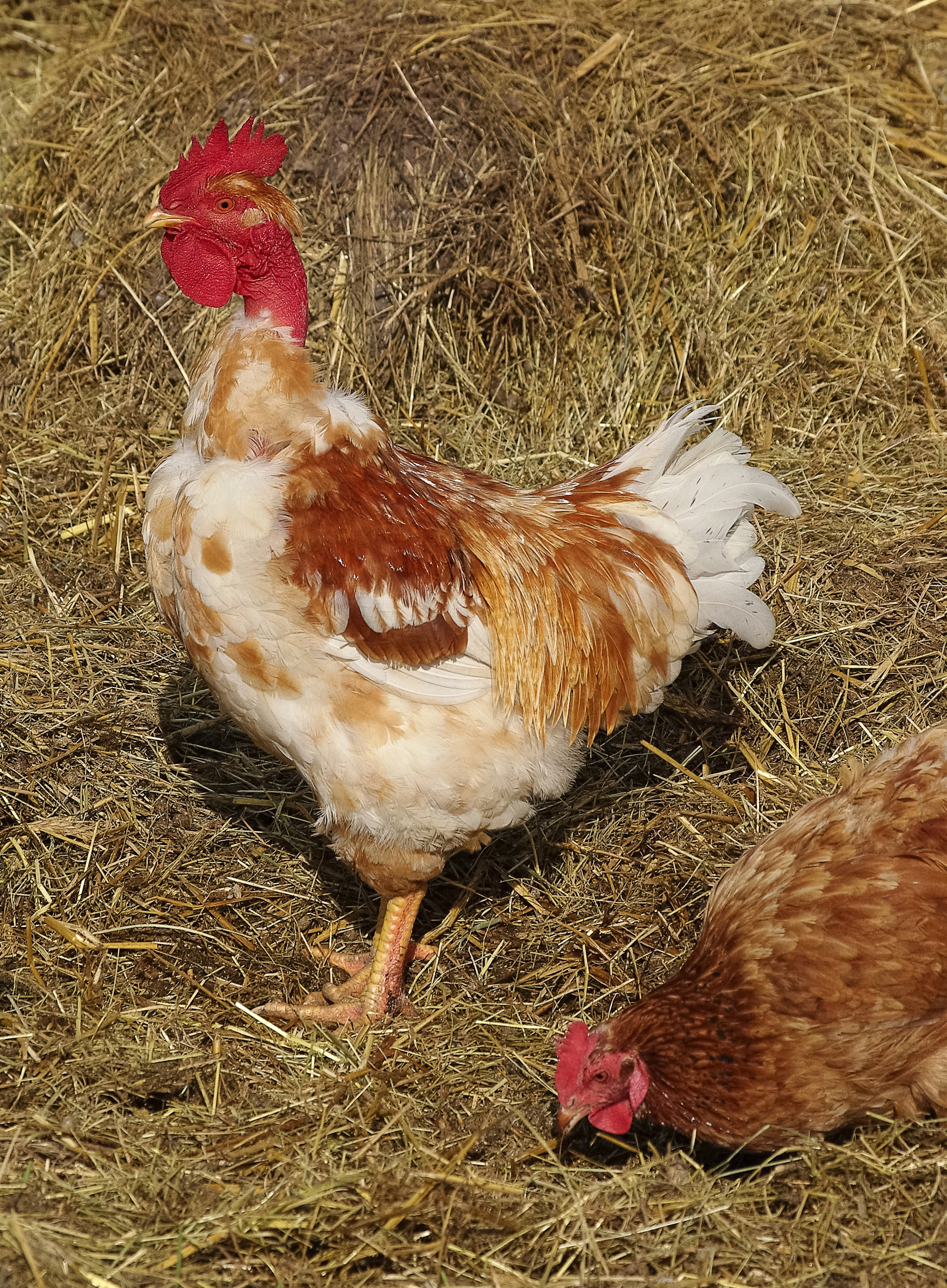
Coq Cou nu, Charente
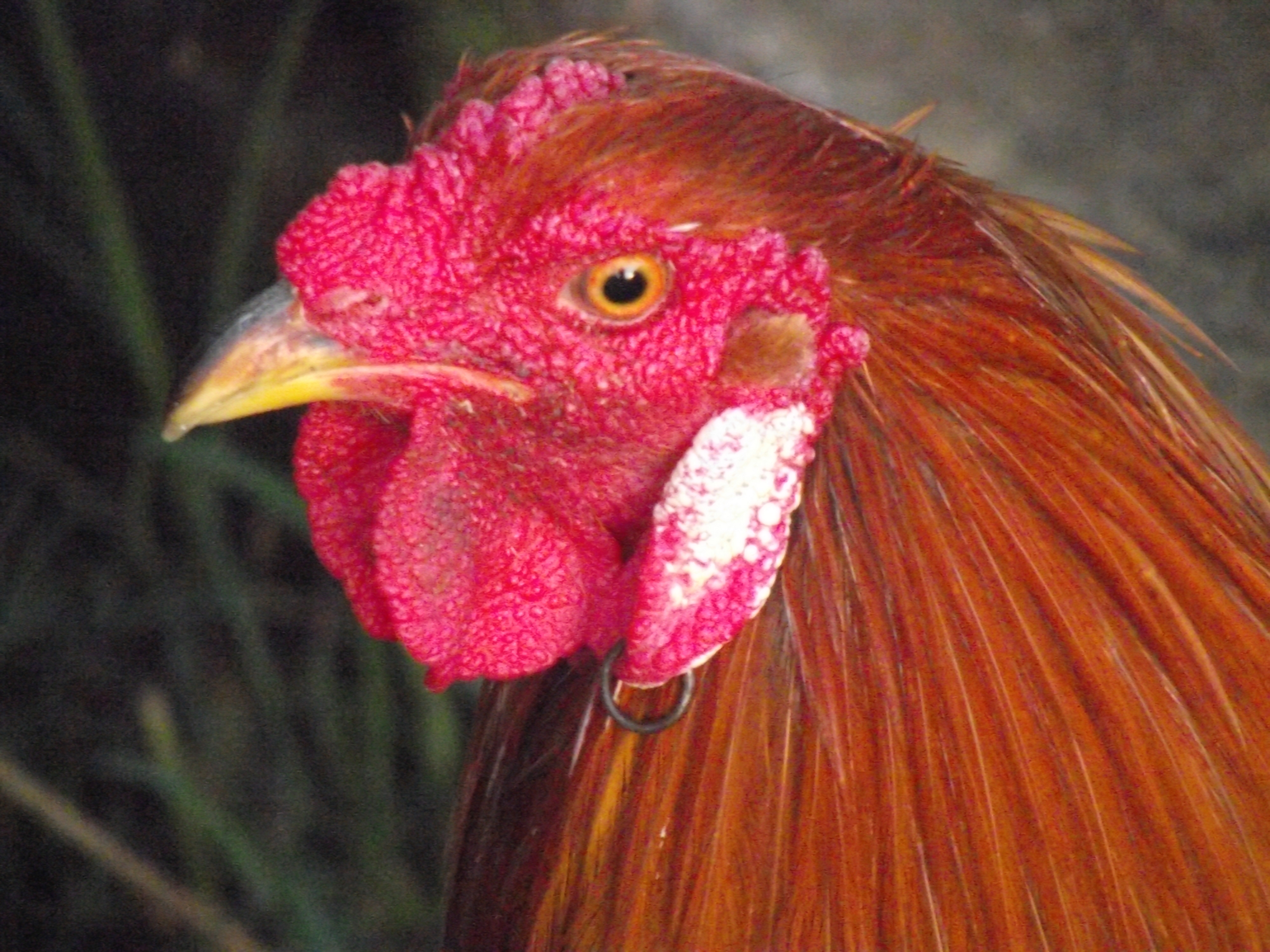
Un coq avec un anneau
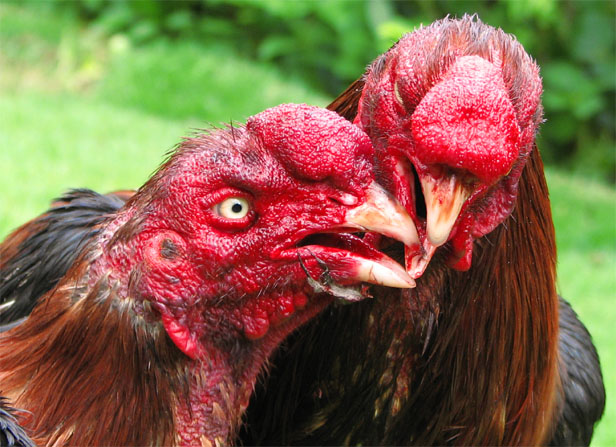
Deux coqs de combat
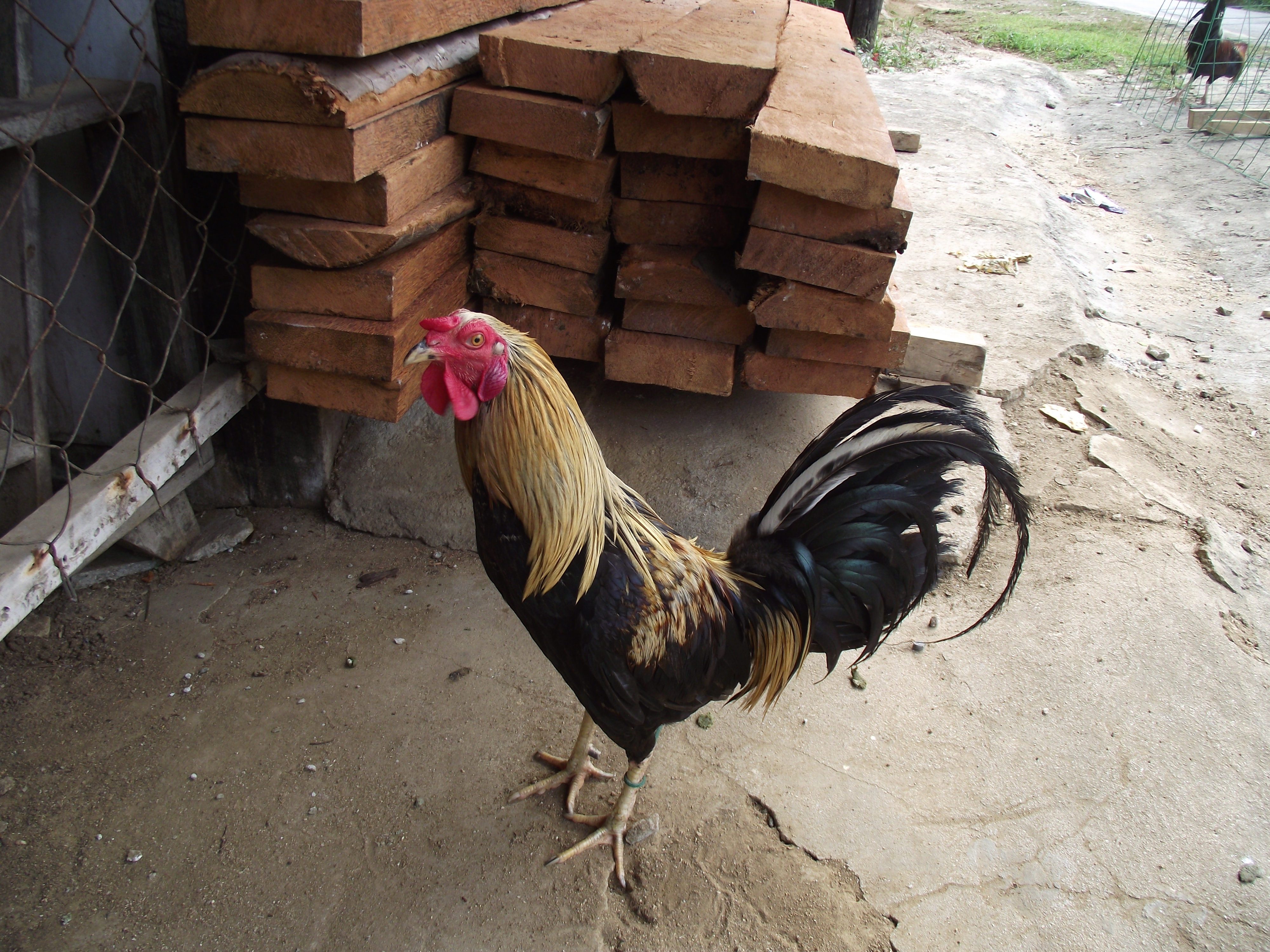
Un jeune coq
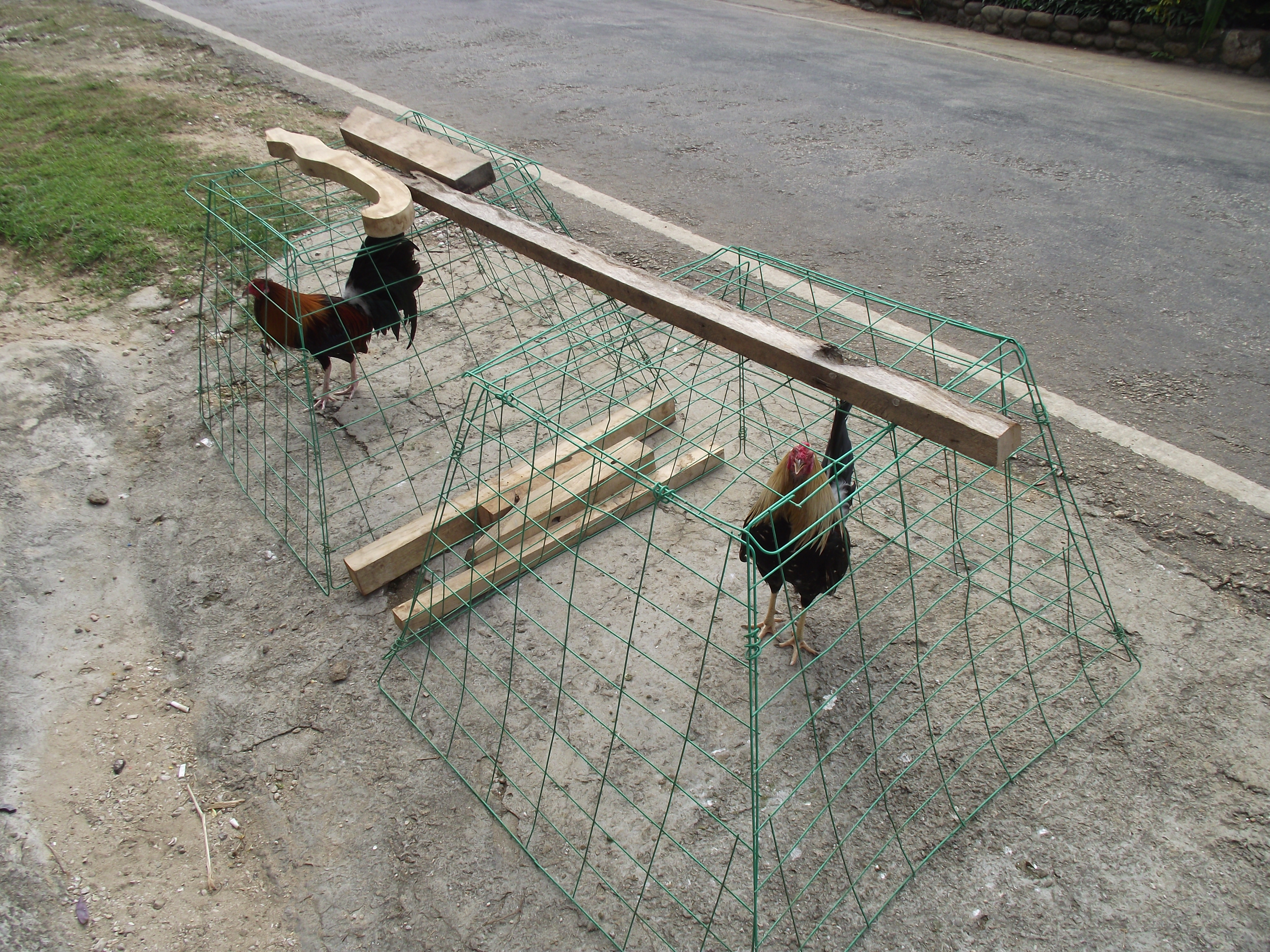
Deux coqs sous des cloches
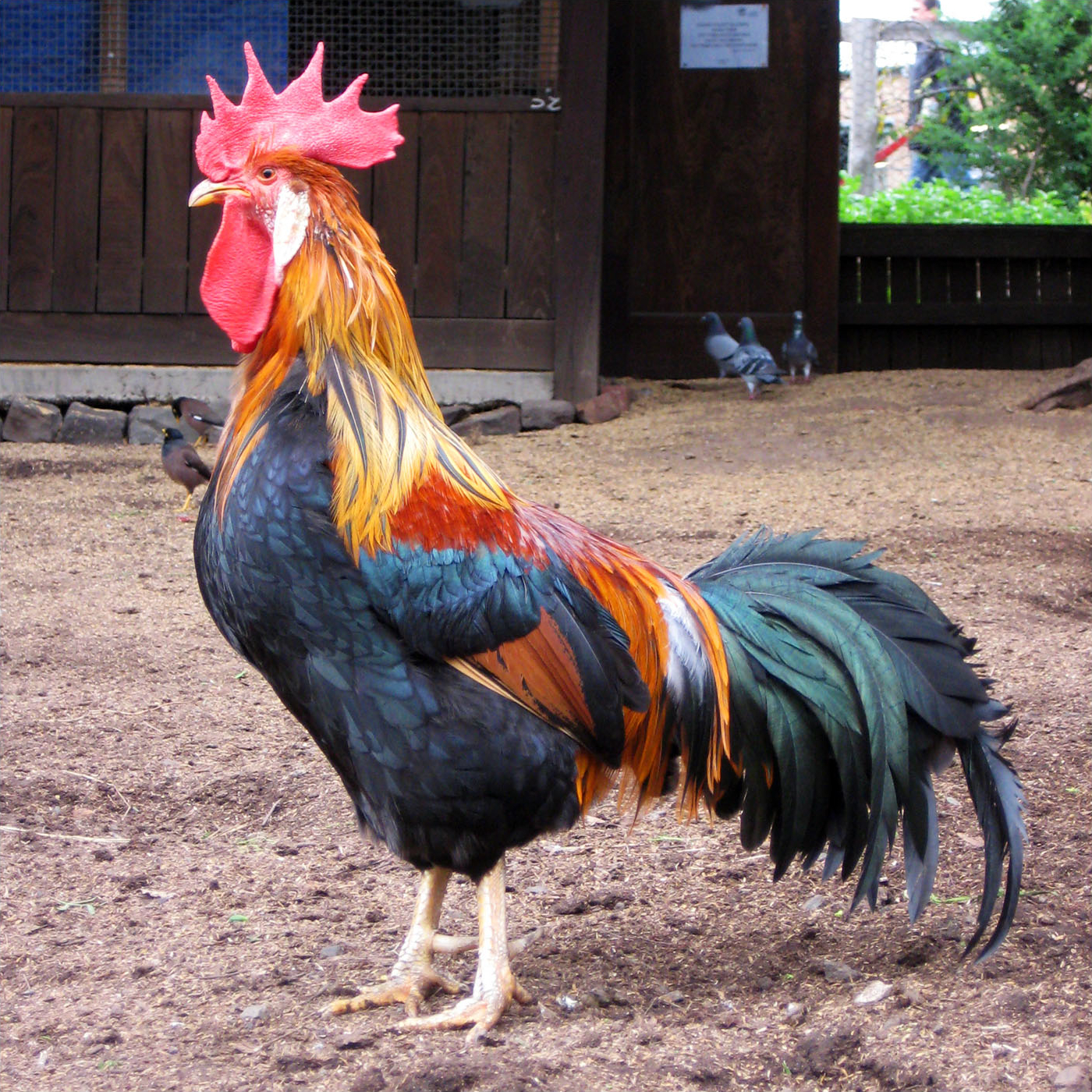
Un coq australien
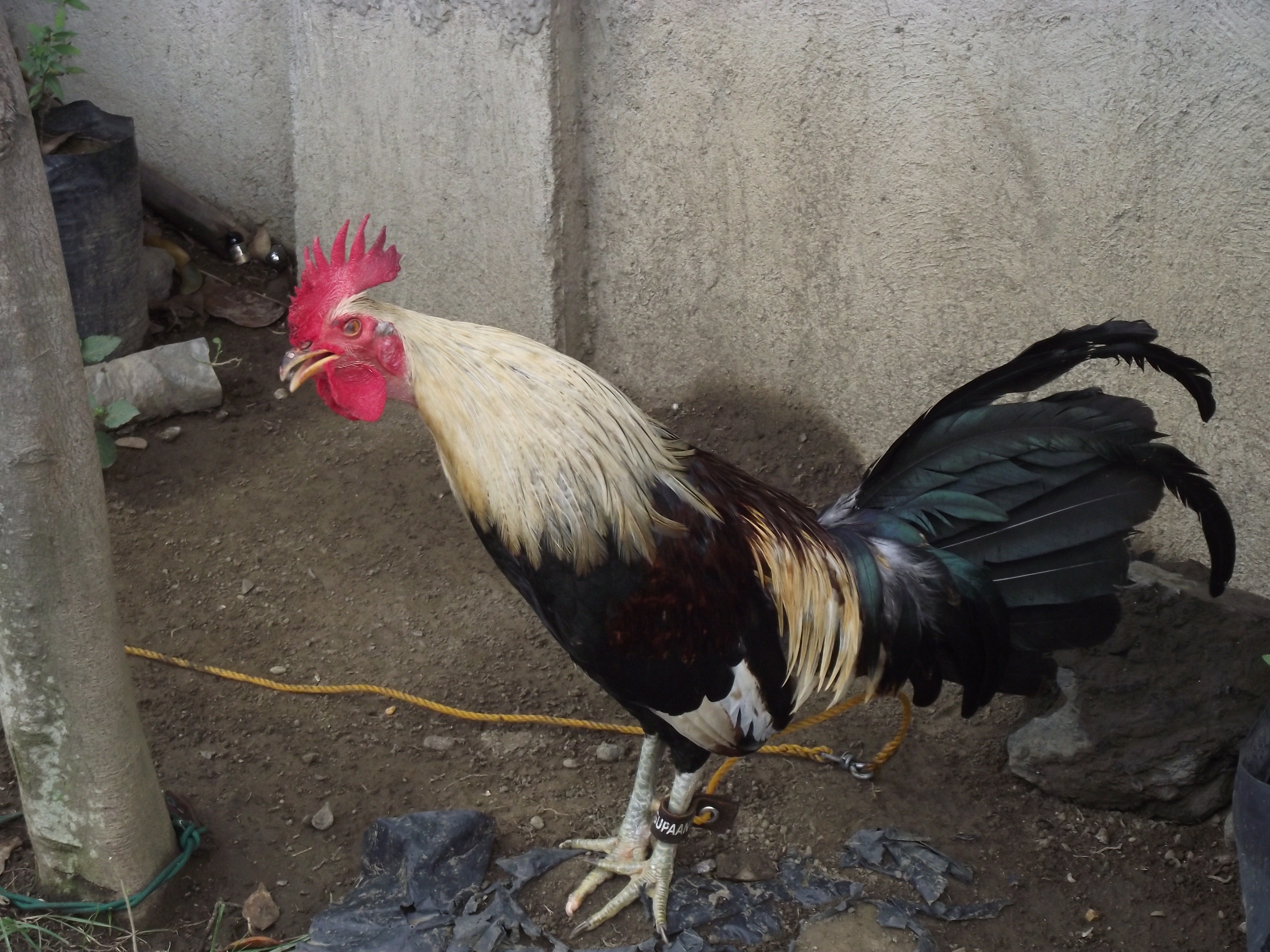
Un coq noir et blanc
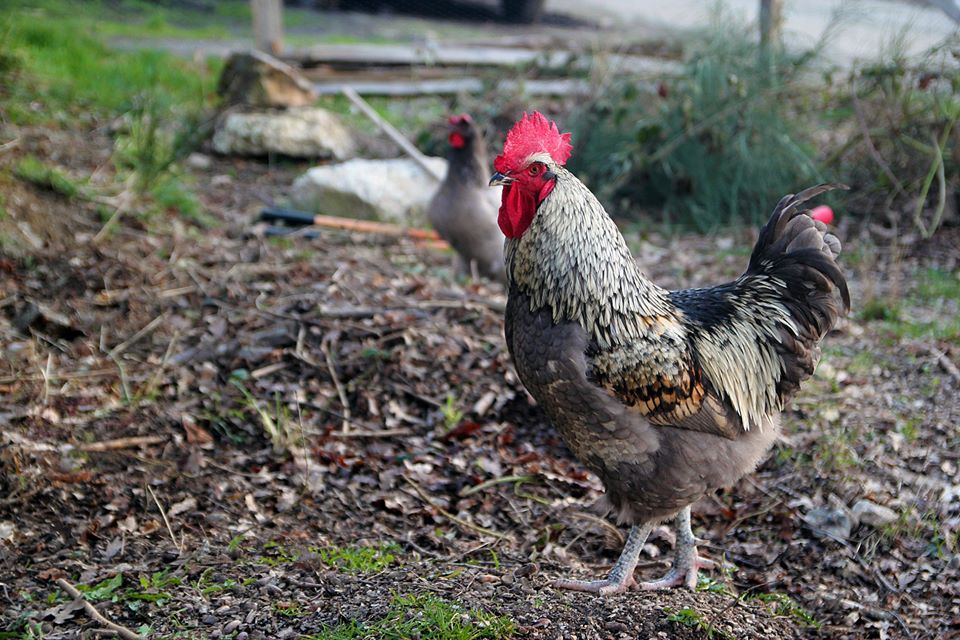
Grand coq Limousin
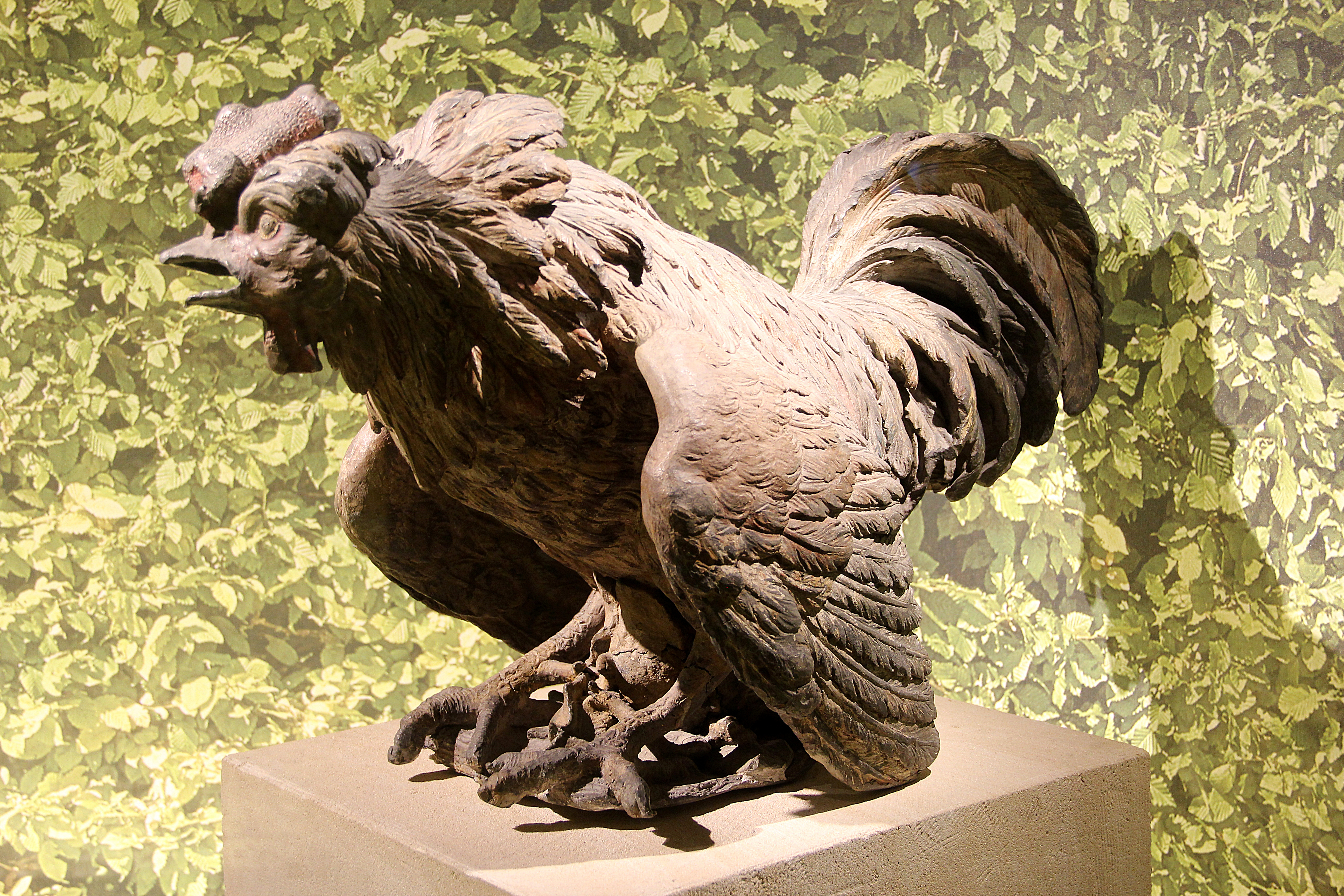
Fontaine du Coq - Bosquet du Labyrinte à Versailles.
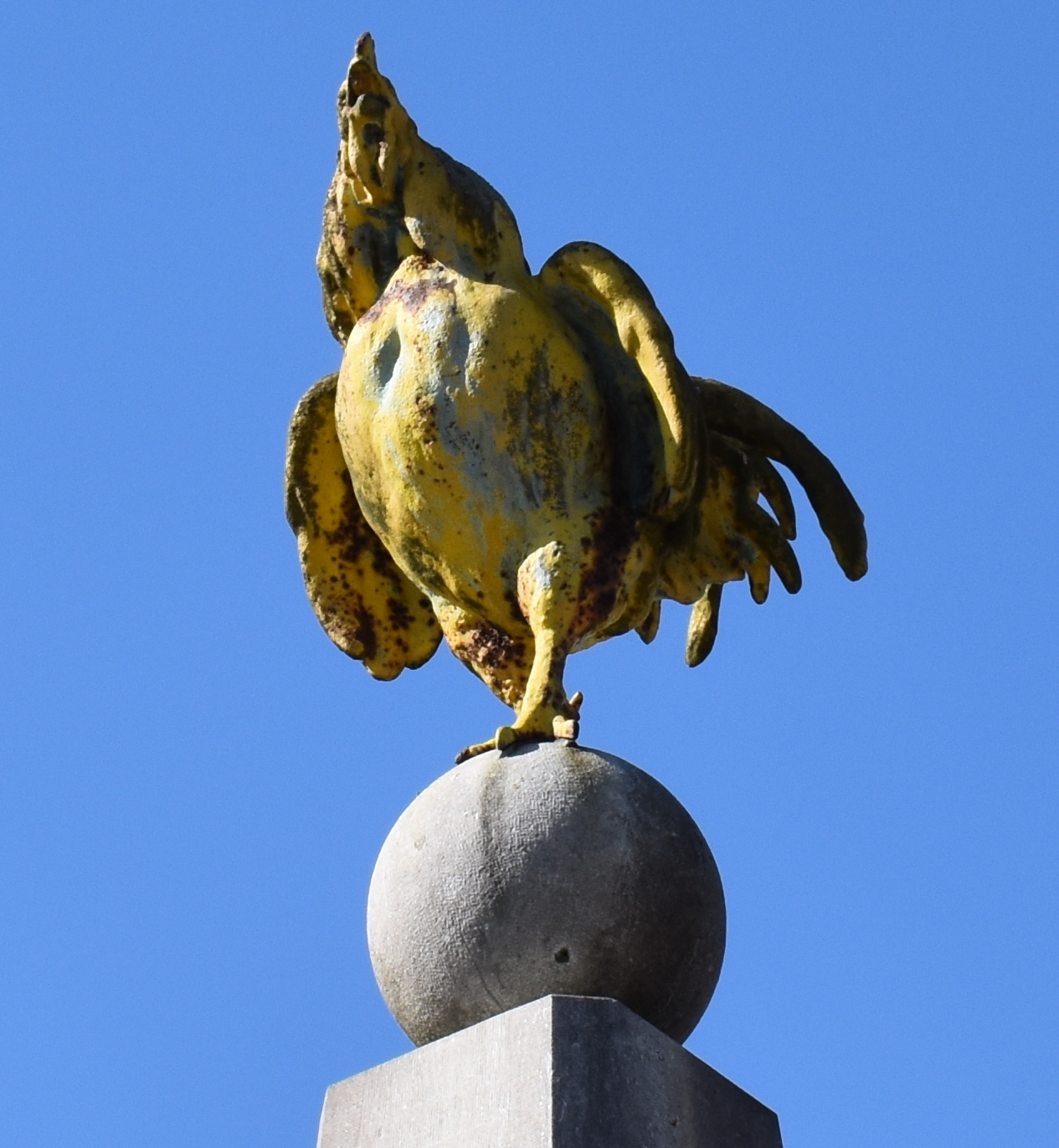
Coq en fonte surmontant un monument aux morts.